# گاوسیتوه چیپه
گاوسیتوه چیپه (انگلیسی: Gaositwe Chiepe; ۲۰ اکتبر ۱۹۲۲ – ۲۶ ژانویهٔ ۲۰۲۵) سیاستمدار اهل بوتسوانا بود. وی از ۱۴ سپتامبر ۱۹۸۴ تا ۲۵ اکتبر ۱۹۹۴ وزیر امور خارجه این کشور بود.
گاوسیتوه چیپه در ۲۶ ژانویه ۲۰۲۵، در سن ۱۰۲ سالگی درگذشت.